# Babusjkin
Babusjkin (ryska: Ба́бушкин, tidigare Mysovaja (ryska: Мысовая) är en ort och en hamn vid södra delen av Bajkalsjön i delrepubliken Burjatien i Sibirien i Ryssland.
Babusjkin grundades 1892 som poststation och döptes 1941 om Babusjkin efter den ryske revolutionären Ivan Babusjkin (1873–1906). Den ligger omkring 120 kilometer väster Burjatiens huvudstad Ulan-Ude. 
Orten hade 2010 en befolkning på 4 831 personer. 
Under några år i början av 1900-talet gick de två isbrytande färjorna S/S Bajkal och S/S Angara två turer per dag över Bajkalsjön till och från Bajkal. S/S Bajkal medförde järnvägsvagnar.

## Bildgalleri

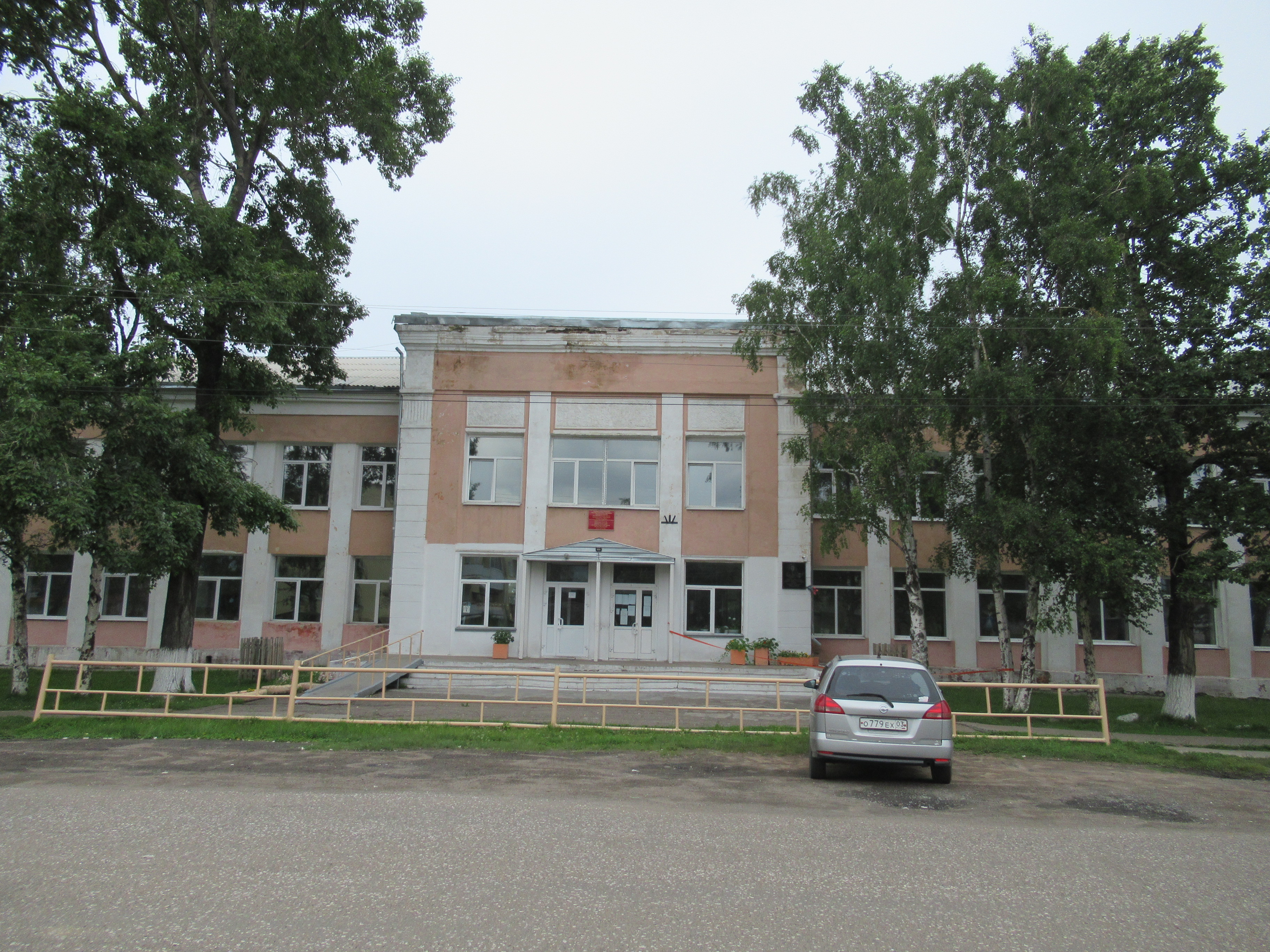
Tidigare evakueringssjukhuset under andra världskriget
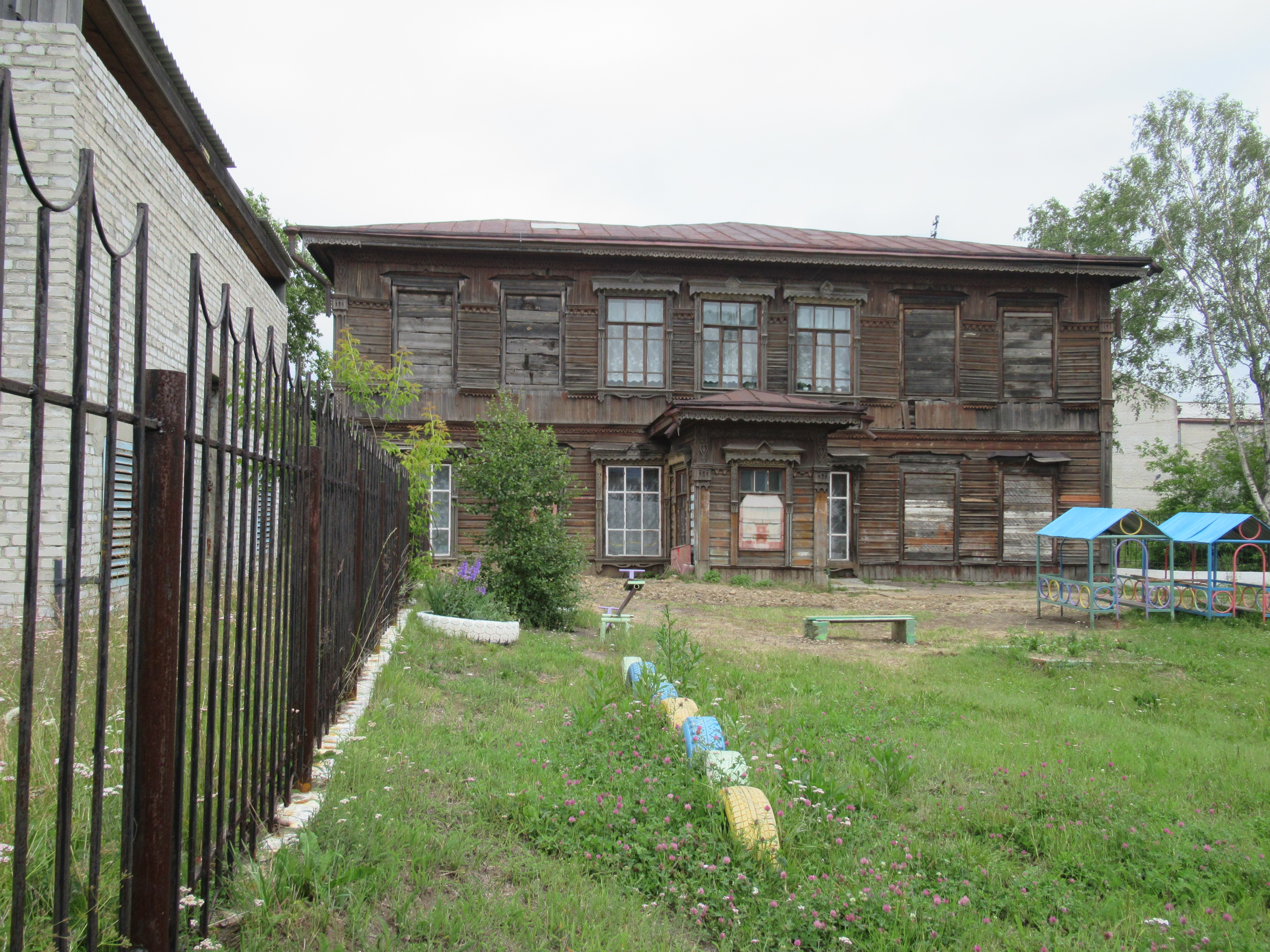
Byggnader tillhörande det tidigare evakueringssjukhuset
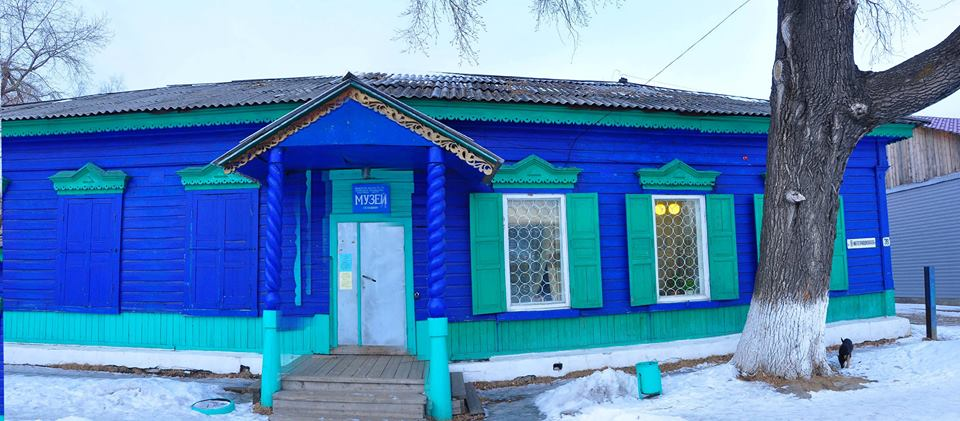
Babusjkins museum
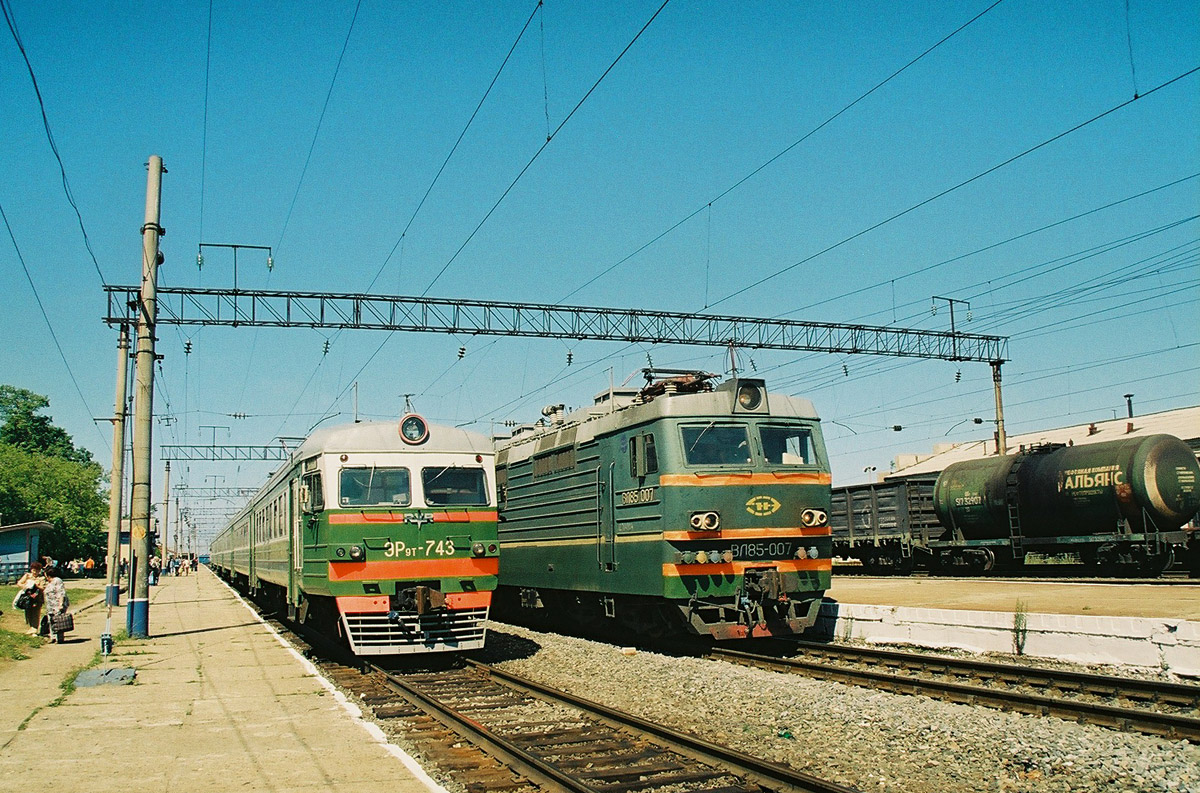
Järnvägsstationen
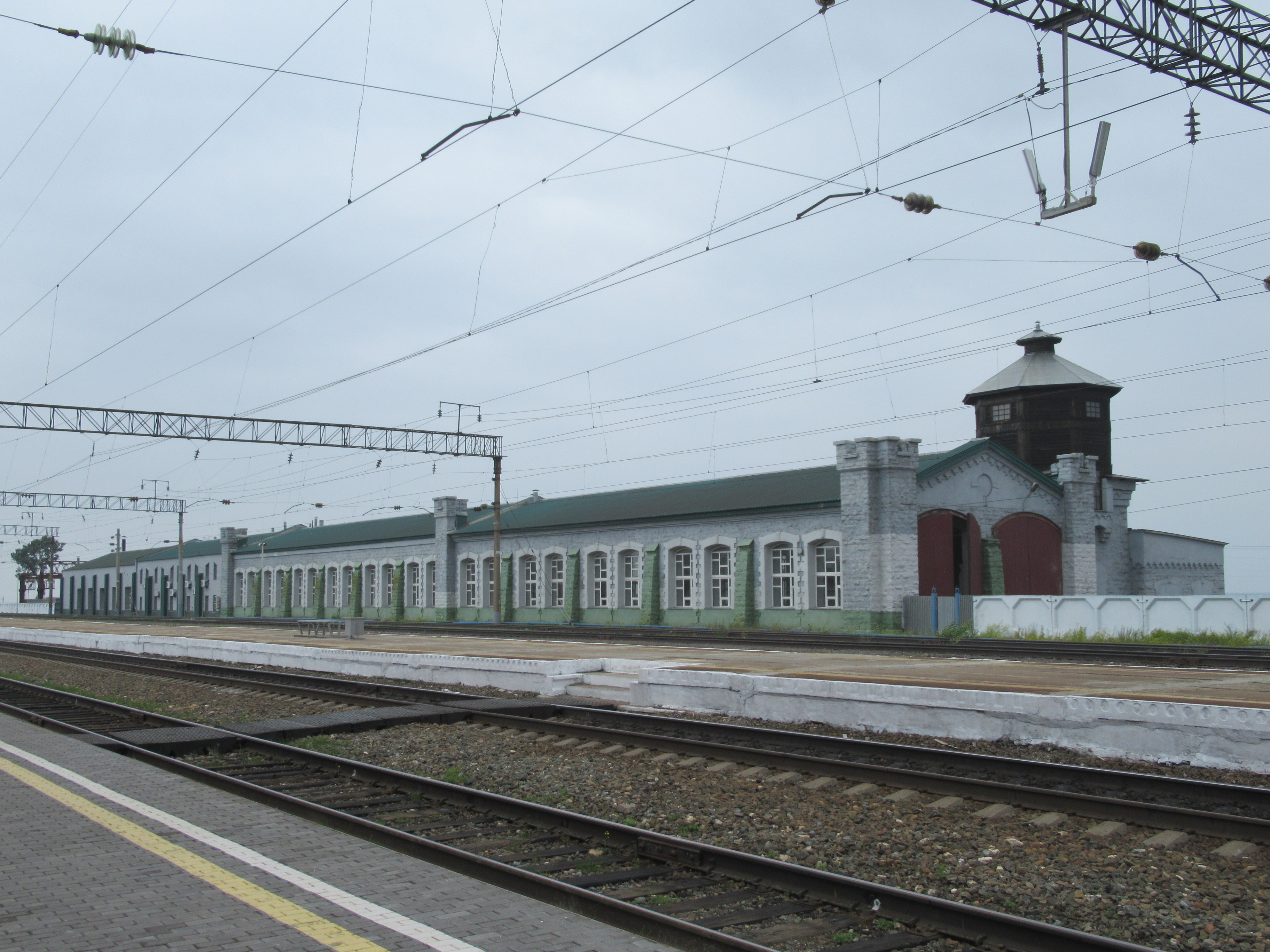
Lokstallet vid Babusjkins järnvägsstation